# Schmerold (Gmund am Tegernsee)
Schmerold ist ein Gemeindeteil von Gmund am Tegernsee im oberbayerischen Landkreis Miesbach. Der Weiler liegt circa drei Kilometer nordöstlich von Gmund am Tegernsee.

## Geschichte
Schmerold wird als Chaltinprunnan zwischen 1078 und 1091 erstmals in den Traditionen des Klosters Tegernsee genannt, als Hildegard von Schmerold eine Magd als Zinspflichtige überträgt. 

## Baudenkmäler
Siehe: Liste der Baudenkmäler in Gmund am Tegernsee